# Küsten-Topi

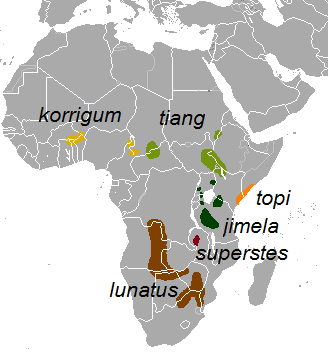
Orange in Ostafrika, das Verbreitungsgebiet der Küsten-Topi

Die Küsten-Topi (Damaliscus topi) ist eine Antilopenart aus dem Artkomplex der Leierantilopen. Sie kommt in nördlichen Ostafrika in den Küstenregionen des südlichen Somalia und des südöstlichen Kenia vor.

## Merkmale
Die Küsten-Topi erreicht eine Kopf-Rumpf-Länge von etwa 2 Metern, eine Schwanzlänge von ca. 43 Zentimetern und ein Gewicht von 110 bis 130 kg. Es ist damit kleiner als anderen Arten der Leierantilopen, die schlanken, leicht nach hinten gebogenen Hörner sind jedoch länger als beim Serengeti-Topi (Damaliscus jimela). Die leierförmig gebogenen Hörner von Männchen und Weibchen unterscheiden sich nur wenig, hinsichtlich der Horngröße ist der Geschlechtsdimorphismus jedoch deutlicher ausgeprägt als beim Serengeti-Topi. Bei den Weibchen liegen die Spitzen jedoch näher beieinander. Die Grundfarbe des Fells ist dunkler und kräftiger als bei anderen Arten der Leierantilopen mit einem leicht malvenfarbenen Einschlag. Der Bauch und die Brust sind heller als Rücken und Flanken. Die Gesichtsmaske ist schwarzgrau mit einem rötlichen Schimmer und mit zahlreichen weißen Haaren durchsetzt. Die Beine sind hell zimtfarben. Die aschgrauen Schulter- und Gesäßflecken sind kleiner als beim Serengeti-Topi sie heben sich weniger deutlicher von der Rumpffärbung ab.

## Lebensraum und Lebensweise
Die Küsten-Topi kam in Somalia in den Graslandschaften an den Ufern des unteren Shabelle und des Juba und in Kenia in den Countys Lamu, Garissa und Tana River vor, in letzter Zeit wurde es jedoch nur noch in Lamu und Tana River nachgewiesen. Über das Verhalten der Antilopen ist kaum genaueres bekannt. Wie alle Leierantilopen ernähren sie sich höchstwahrscheinlich fast ausschließlich von Gräsern. Sie kommen im Morgengrauen aus der Deckung zu kommen, um zu grasen, ziehen sich während der Mittagszeit in den Schatten lichter Wälder zurück und kommen am späten Nachmittag wieder hervor um weiter zu grasen. Männchen sind eher Einzelgänger, während Weibchen in kleinen Gruppen leben. Im Unterschied zu anderen Leierantilopen, die sich nur zu bestimmten Jahreszeiten vermehren, scheint es beim Küsten-Topi keine spezielle Fortpflanzungszeit zu geben und Balz, Paarung und Geburten finden das ganze Jahr über statt.

## Systematik
Das Küsten-Topi wurde erstmals 1914 durch den britischen Großwildjäger Gilbert Blaine als Unterart von Damaliscus lunatus beschrieben. Die Typuslokalität liegt in der Nähe der kenianischen Stadt Malindi. Im Jahr 2003 wurde mit dem Bangweulu-Sassaby (Damaliscus superstes) eine neue Leierantilopenart beschrieben, unter dem Hinweis, dass die Unterarten von Damaliscus lunatus neu bewertet werden müssten. Im Jahr 2011 wurden diese im Zuge einer Revision der Hornträger durch den australischen Mammalogen Colin Groves und seinen englischen Kollegen Peter Grubb ebenfalls auf den Artstatus verschoben, so dass die wissenschaftliche Bezeichnung Damaliscus lunatus nur noch für das südafrikanische Tsessebe gültig ist. Die Aufspaltung der Leierantilopen in verschiedene Arten wird jedoch nicht von allen Autoren anerkannt. Bei diesen ist die Küsten-Topi weiterhin eine Unterart von Damaliscus lunatus.

## Gefährdung
Die Küsten-Topi wird von der IUCN als stark gefährdet (endangered) eingestuft. Im Jahr 2016 wurde geschätzt, dass es 4000 bis 6000 ausgewachsene Exemplare gibt, wobei ihre Zahl im Laufe der Zeit beständig abnahm und die Restpopulation in verschiedenen voneinander isolierten Bereichen innerhalb des ursprünglich zusammenhängenden Verbreitungsgebietes leben. Hauptbedrohungen für die Art sind die Ausweitung der Schaf- und Ziegenhaltung durch die dort lebende Bevölkerung, die Jagd und in Südsomalia bewaffnete Konflikte zwischen Regierung und Rebellen. Einige Küsten-Topis leben im Boni-Nationalreservat und im Dodori-Nationalreservat, die meisten Exemplare leben jedoch außerhalb von Schutzgebieten.